# Petershagen (Kernstadt)

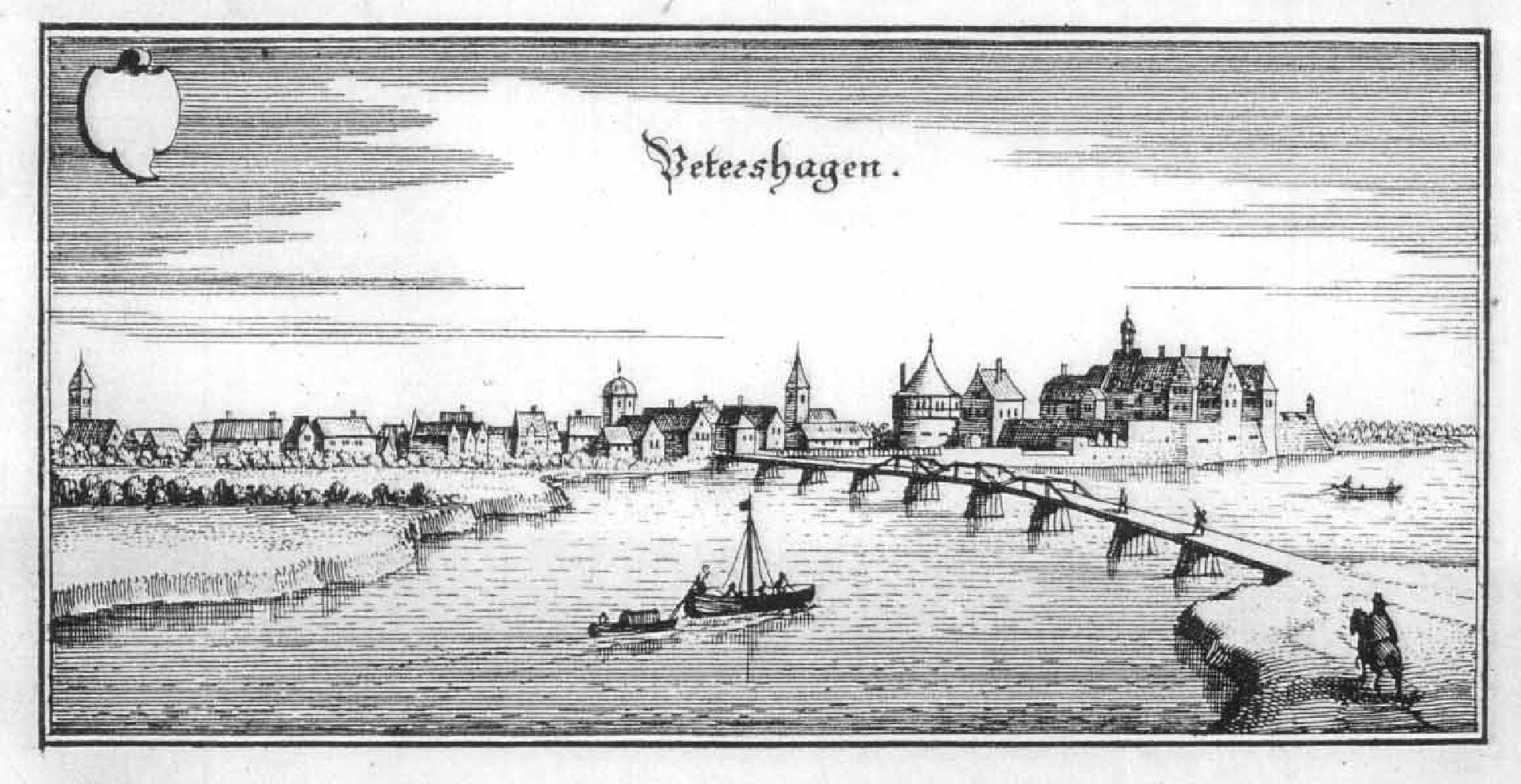
Petershagen: Stadtansicht nach Merian, ca. 1647

Die Kernstadt von Petershagen ist der größte und namensgebende Ortsteil der heutigen Stadt Petershagen. Sie liegt am linken (westlichen) Ufer der Weser, an der Mündung der Ösper.
Der Ortsteil Hopfenberg ist staatlich anerkannter Luftkurort.

## Geschichte
Zur Herkunft des Namens „Petershagen“ gibt es die Theorie, dass die Bischöfe von Minden den Platz nach ihrem Schutzpatron Petrus „Peters Hagen“ nannten und ihre hier direkt an der Weser gelegene Wehrburg „Borg tom Petershagen“.
Von 1363 bis 1972 war die „Kernstadt“ eine selbstständige Stadt. Sie war Verwaltungssitz des Amtes Petershagen. Am 1. Januar 1973 wurde sie mit 27 weiteren Gemeinden sowie der Stadt Schlüsselburg zur neuen Stadt Petershagen zusammengeschlossen.
Petershagen hat geschichtliche Bedeutung, besonders durch das Schloss (zeitweise Sitz der Bischöfe von Minden und damit Hauptstadt des Bistums Minden) und als der Ort, an dem 1945 das britische Heer auf seinem Weg zur Befreiung des Konzentrationslagers Bergen-Belsen die Weser überquerte.

## Politik
Die Bevölkerung der Kernstadt wird gegenüber Rat und Verwaltung der Stadt Petershagen durch einen Ortsbürgermeister vertreten, der aufgrund des Wahlergebnisses vom Rat der Stadt Petershagen gewählt wird.
Seit 2022 ist Klaus-Dieter Schade (SPD) Ortsbürgermeister.

## Kultur und Sehenswürdigkeiten

### Bauwerke

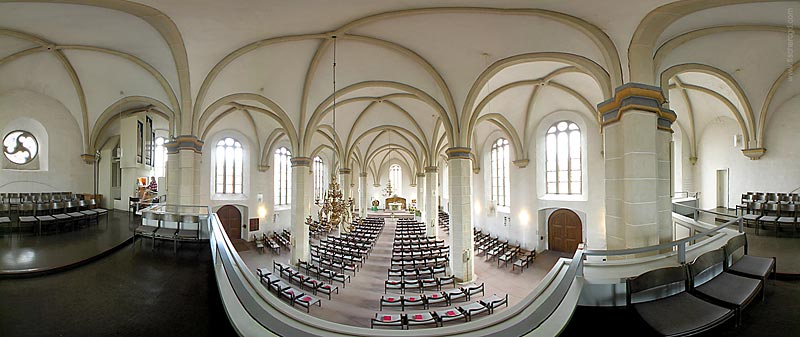
Innenansicht der Petri-Kirche

#### Petri-Kirche
Hauptstraße 9: Evangelische Kirche, nach der Reformation erbaut zwischen 1615 und 1618 als gotisierende dreischiffige Hallenkirche nach dem Vorbild der Stadtkirche in Bückeburg. Anders als in Bückeburg verzichtete man jedoch auf eine aufwändige Schaufassade. Der erst 1732 hinzugefügte Turm hat eine welsche Haube. Ältestes Ausstattungsstück ist das wohl aus dem 15. Jh. stammende Kruzifix auf dem Altar. Aus der ehemaligen Schlosskapelle stammt der frühbarocke, 1647 gestiftete Taufstein. Zur Ausstattung gehören auch zwei Kronleuchter mit Doppeladlern, von denen der eine 1647 bezeichnet ist. Im Jahre 1970 wurde der gesamte Innenraum grundlegend umgestaltet.

#### Jüdisches Gebäude-Ensemble: Synagoge, Schule, Mikwe
Goebenstraße 5-7: Der Backsteinbau der 1846/47 errichteten ehemaligen Synagoge dient heute als Informations- und Dokumentationszentrum zur jüdischen Orts- und Regionalgeschichte. Ein Bürgerverein erwarb das 1988 unter Denkmalschutz gestellte Gebäude, dessen Inneneinrichtung 1938 während des Novemberpogroms zerstört wurde, und kümmert sich um die Erhaltung.
Unmittelbar neben der Synagoge befindet sich das ehemalige jüdische Schulhaus. Bei Bauarbeiten wurde dort im Mai 2008 eine Mikwe gefunden. Es handelt sich dabei um den erst dritten Fund dieser Art in Westfalen.
Das jüdische Ensemble aus Synagoge, Schule und Mikwe in Petershagen ist in seiner Form einzigartig in Norddeutschland.

#### Schloss

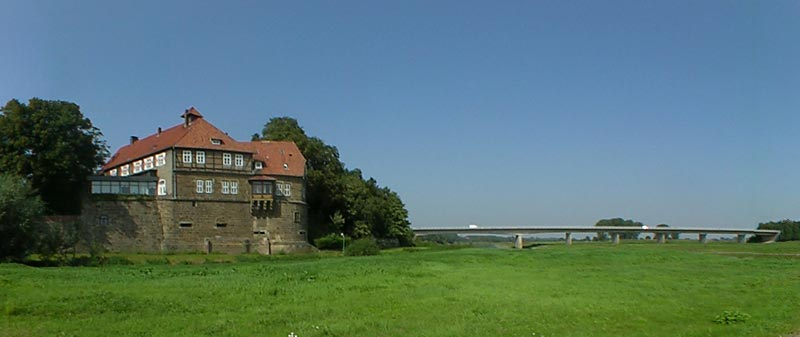
Schloss von der Weser aus gesehen

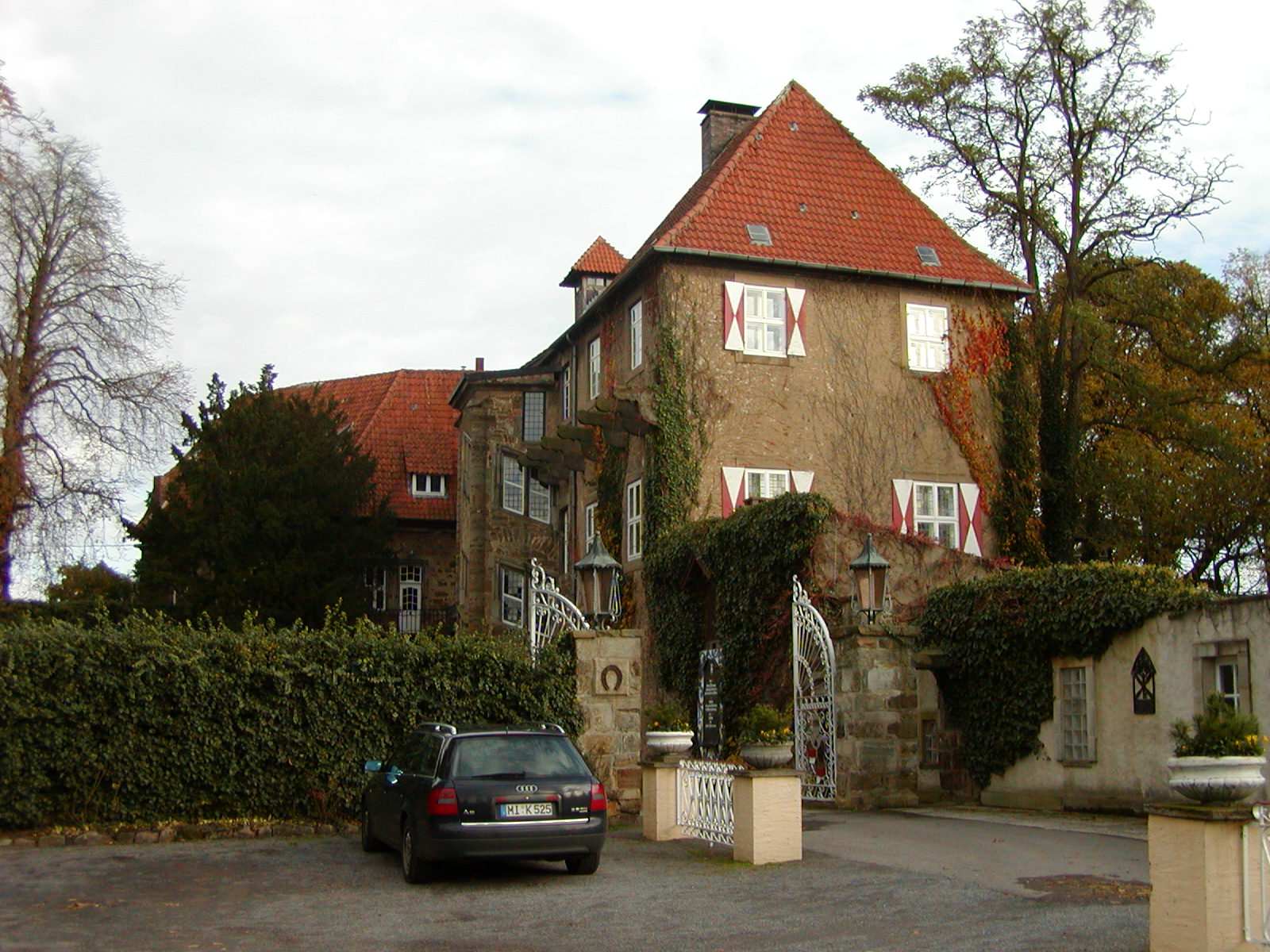
Schlosshof

Schloßstraße 5: Das Schloss ist das Wahrzeichen der Kernstadt. Die ursprüngliche Wasserburg von 1306 wurde 1544–1547 unter dem Mindener Bischof Franz II. von Waldeck von Baumeister Jörg Unkair zum Renaissanceschloss als Residenz für die Mindener Bischöfe umgebaut. Der Nordflügel ist um 1565 entstanden. Weitere Umgestaltungen erfolgten um 1610. 1901 wurde das Schloss von Heinrich Hestermann erworben und als Wohnhaus genutzt. Von 1967 bis 2018 war es ein Hotel mit Restaurant. Ab 2022 wurde es vom neuen Besitzer Peter Kenzelmann für die Wiedernutzung renoviert und wird seit September 2024 wieder gastronomisch genutzt.

#### Ehemaliges Königliches Lehrer-Seminar
Hauptstraße 15: Erbaut Anfang der 1880er Jahre, letzter Neubau in der Tradition der Lehrer-Ausbildung in Petershagen; heute Städtisches Gymnasium.

#### Ehemalige Stadtschule
Schloßfreiheit 7-9: Putzbau mit flachem Dreiecksgiebel, 1826 errichtet.

#### Pfarrhaus
Kirchstraße 1: Schlichter Putzbau mit Krüppelwalmdach, erbaut 1829.

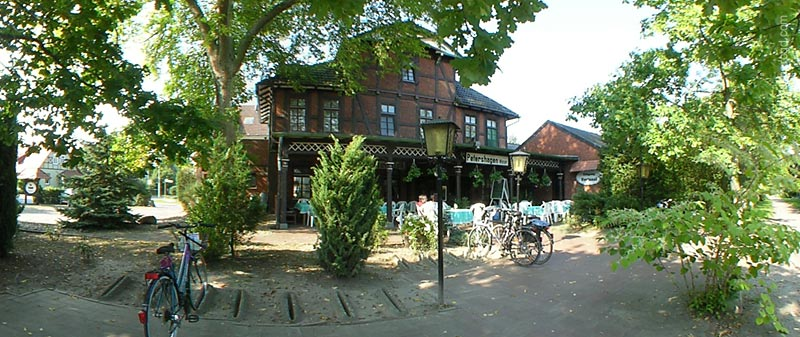
Ehemaliger Bahnhof

#### Ehemaliger Bahnhof
Hellermannstraße 1: Bahnhofsgebäude der Mindener Kreisbahn an der früheren Strecke Minden-Uchte, 1898 erbaut; heute ein Restaurant unmittelbar am Weser-Radweg. Drehort von Bahnhofsszenen für den deutschen Spielfilm „Flucht nach Berlin“ (1961).

#### Ehemaliges Amtsgericht

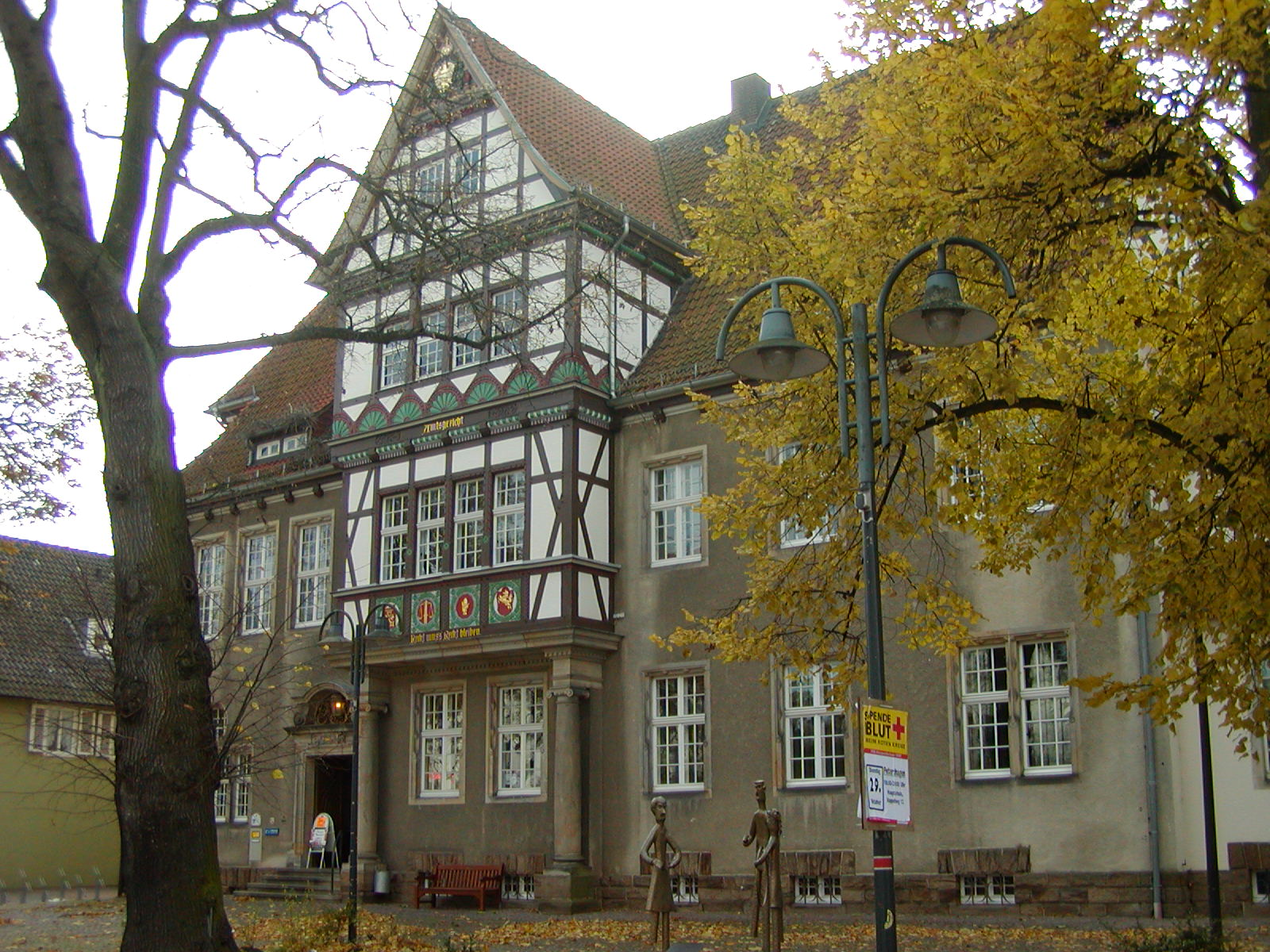
Ehemaliges Amtsgericht

Mindener Straße 16: Gerichtsgebäude mit Gefängnis, 1913 fertiggestellt mit eindrucksvoller Utlucht, steht unter Denkmalschutz. Es wurde bis 1984 vom Amtsgericht Petershagen genutzt, heute als Kulturzentrum mit Restaurant und Pension. Im ehemaligen Schöffensaal führt das Standesamt Petershagen üblicherweise die standesamtlichen Trauungen durch.

#### Ehemaliges Amtsstubenhaus
Mindener Straße 14: Eingeschossiger Fachwerkbau, 1599 erbaut. Am Giebel befinden sich Reste von Schnitzereien.

#### Besselscher Hof
Mindener Straße 51: Ursprünglich Besitz der Herren von Bessel. Einziger erhaltener ehemaliger Adelshof in Petershagen. Das einstige Wohnhaus wurde 1765 durch August Samuel Ehrenreich von Bessel errichtet. Es ist ein zweigeschossiger Massivbau mit dreiachsigem Mittelrisalit, den man in späterer Zeit für schulische Zwecke mehrfach umgebaut hat. In der Mittelachse befinden sich die Reste des früheren Portals; die zugehörige Freitreppe ist jedoch nicht mehr vorhanden. Von 1938 bis 1994 war in dem Gebäude eine Binnenschiffer-Berufsschule, heute eine Jugendherberge.

#### Historischer Wasserturm
Fritz-Schütte-Straße: Erbaut 1912 auf dem Firmengelände der Tonindustrie Heisterholz, 24 Meter hoch, Fassungsvermögen ca. 50 m³; diente bis 1983 der Wasserversorgung des Ortsteils Heisterholz und der Ziegelei.

#### Staustufe in der Weser mit Wasserkraftwerk
Ravensberg 3: 1934 bis 1954 errichtet, Staustufe mit Fußgängerbrücke über die Weser. Das Laufwasserkraftwerk hat eine Leistung von 3,3 MW.

#### Weitere Bauwerke
Einige Wohnbauten, ursprünglich zumeist in Fachwerk errichtet, aber durch Umbauten oftmals stark verändert, siehe → Liste der Baudenkmäler in Petershagen.

#### Weitere Sehenswürdigkeiten
- Jüdischer Friedhof, Ecke Lambertsweg / Brandhorststraße: Mit einem jüdischen Grabstein sowie Trümmern, die Jahre nach der Zerstörung des Friedhofs an verschiedenen Stellen in Petershagen gefunden und hier gesammelt wurden. Gedenkstelen erinnern an die Opfer des NS-Arbeitserziehungslagers Lahde.[16]
- Stolpersteine in der Mindener Straße 12-21: Kleine Gedenktafeln in Form von Pflastersteinen, die an Einwohner erinnern, deren Existenz hier in der Zeit des Nationalsozialismus vernichtet wurde.[17]
- Fährstelle an der Weser, Fährstraße: Mindestens seit 1582 bis 1970 waren Fähren das einzige direkte Verkehrsmittel über die Weser. Seit 1925 wurde die Fähre von der Strömung des Wassers an Drahtseilen über die Weser bewegt. Die Auffahrtrampen und die Masten der Hochseilanlage sind noch vorhanden.[18] Im Lauf der Jahrhunderte hat es hier mehrmals kurzlebige Holzbrücken gegeben, die immer wieder durch die Naturkräfte zerstört wurden. Erst mit der Fertigstellung der Weserbrücke aus Beton wurde 1970 der Fährbetrieb eingestellt.
- Büschingsche Mühle, Mindener Straße 61a: 1810 errichtete Achtkant-Windmühle, die auf einem steinernen Unterbau steht und bis 1965 in Betrieb war. Die Mühle wurde 2005 restauriert und dabei daneben ein neues Backhaus errichtet. Rund um die Mühle finden mehrmals im Jahr Veranstaltungen statt (u. a. der Kreismühlentag), bei denen auch gemahlen wird.[19]

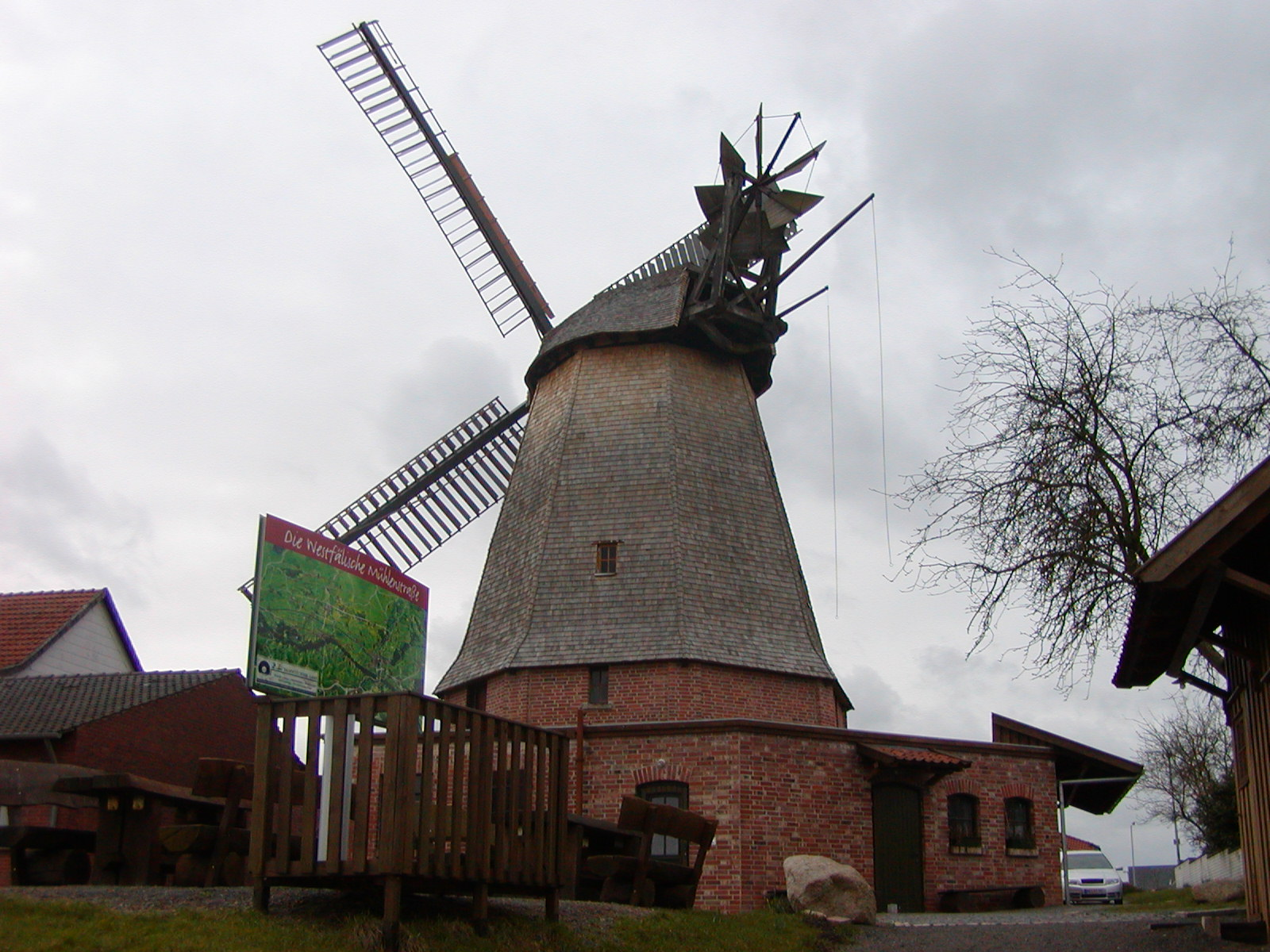
Büschingsche Mühle

- Wesertal-Modell an der Weserbrücke, Hafenstraße: Darstellung der Landschaftsgeschichte und Geologie des Wesertales in künstlerischer Form.

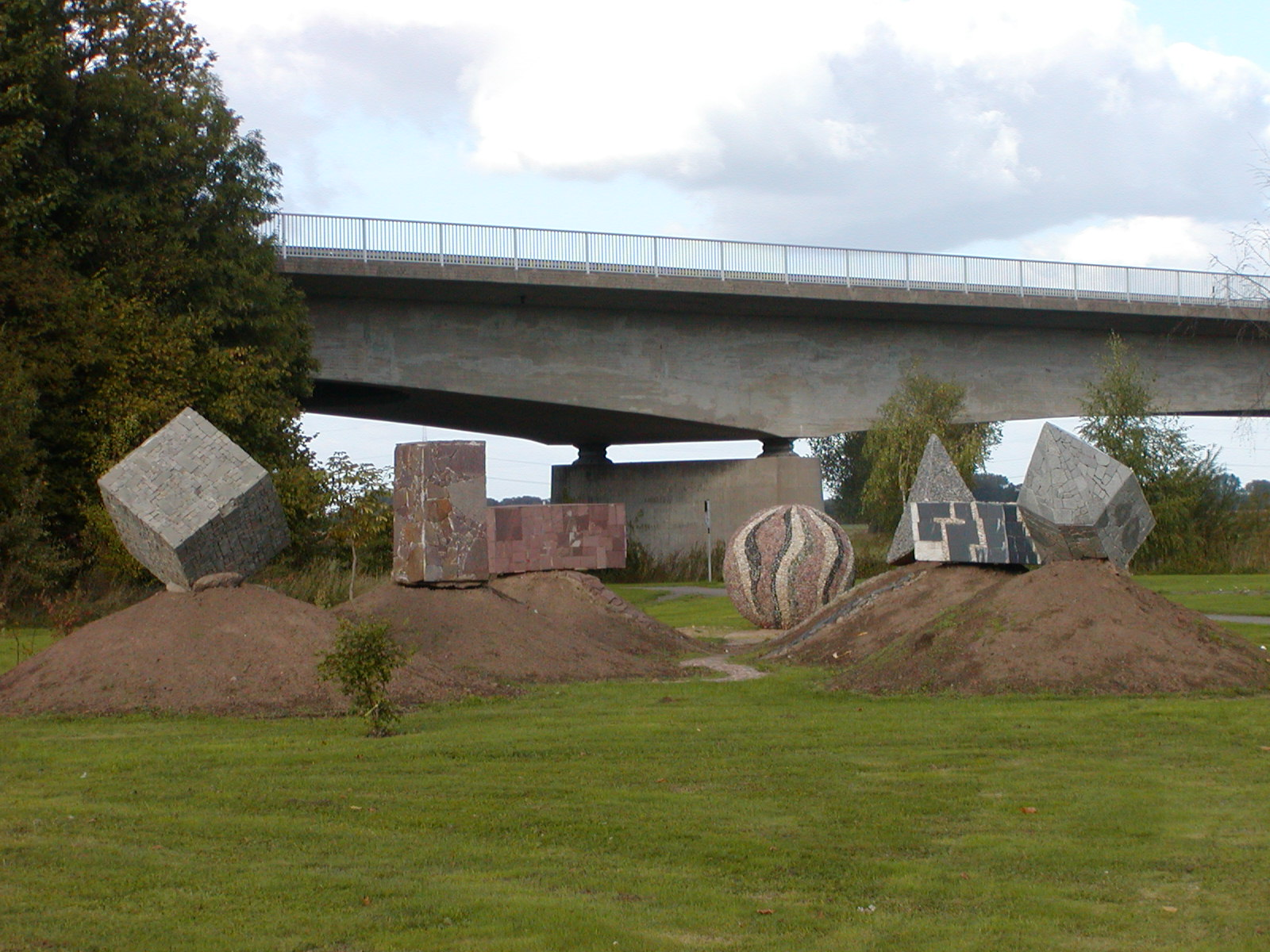
Wesertalmodell

- Schiffsanleger an der Weser, Zum Schiffsanleger: Slipanlage für Sportboote, außerdem bei Bedarf Anlegestelle der Ausflugsschiffe der Mindener Fahrgastschifffahrt („Weiße Flotte“). Unmittelbar anschließend beginnt eine für den Wassersport ausgewiesene Strecke auf der Weser.
- Park (früherer Friedhof) Ecke Mindener Straße/Kreuzstraße: Ein 1798 von den Kasseler Hofbildhauern Heyd geschaffenes Denkmal für Georg Heinrich Westermann[20], Mitbegründer der Lehrer-Ausbildung in Petershagen, sowie ein Denkmal für die Gefallenen des Ersten Weltkriegs und des Zweiten Weltkriegs.(„Heldenhain“).
- Bad Hopfenberg, Bremer Straße 27: Seit Mitte des 18. Jahrhunderts Moorheilbad mit Heilquelle; heute Klinik für Orthopädie, Rheumatologie, Geriatrie.
- Pottmühle, Kreisstraße 1: 1938 errichtete steinerne konische Turm-Windmühle, war bis 1963 in Betrieb.[21]